# Ludo De Witte
Ludo De Witte (né en 1956) est un historien et sociologue belge.

## Biographie
En septembre 1999, il publie une étude sensationnelle sur l'assassinat du premier Premier ministre congolais, Patrice Lumumba. Dans cette analyse, il conclut que le meurtre a été commis avec la connaissance et le soutien actif des principaux milieux belges. La controverse et l'attention médiatique qui ont suivi ont conduit à la création en décembre 1999 d'une commission d'enquête parlementaire chargée d'enquêter sur l'implication de la Belgique dans le meurtre. 
De Witte a contribué à deux documentaires télévisés sur le meurtre de Patrice Lumumba : Mord im Kolonialstil sur la chaîne de télévision allemande Das Erste et Qui a tué Patrice Lumumba? sur la VRT flamande.

## Travaux
- L'ascension de Mobutu ; comment la Belgique et les USA ont installé une dictature (préface Jean Ziegler) (Bruxelles : Investig'Action 2017)
- Crise au Congo : le rôle des Nations Unies, du gouvernement Eyskens et de la famille royale dans le renversement de Lumumba et la montée en puissance de Mobutu (Louvain : Van Halewyck, 1996)
- Le meurtre de Lumumba (Van Halewyck, 1999)[5],[6]
- Qui a peur des musulmans ? Notes sur Abou Jahjah, ethnocentrisme et islamophobie (Van Halewyck, 2004)
- Mercenaires, agents secrets et diplomates (Van Halewyck, 2014)
- Quand le dernier arbre sera abattu, nous mangerons notre argent : le capitalisme contre la terre (EPO, 2017)
- Meurtre au Burundi : la Belgique et la liquidation du Premier ministre Louis Rwagasore (OEB, 2021)